# ロドス

旧市街の道

ロドス（Ρόδος / Ródos）は、エーゲ海南東部に浮かぶロドス島の主都であり、ドデカネス諸島の中心都市である。周辺地区も含めた人口はおよそ8万人。
古くから港湾都市国家として栄え、世界の七不思議のひとつに数えられる「ロドス島の巨像」で知られていた。16世紀以降、オスマン帝国の支配を受け、モスクなどがある一方で、中世に聖ヨハネ騎士団によって作られた城塞都市（旧市街）は、4.1kmほどの城壁で囲まれ、特に良好に保存されているヨーロッパ中世の町並みの例証として、「ロドスの中世都市」の名で世界遺産に登録された。騎士団長の舘は14世紀に建てられたものである。ロドスの街は、国際的にも知名度の高い観光名所となっている。

## 地理

### 位置・広がり
ドデカニサ諸島の東部、アナトリア半島沿岸部に位置するロドス島の北東端に位置する。州都エルムポリから南東へ約313km、首都アテネから南東へ約433km、トルコのアンタルヤから南南西へ約227kmの距離にある。
2011年に施行された行政制度の改編に伴い、ロドスの街（旧ロドス市）を含めた島内の全自治体が合併し、基礎自治体としてのロドス市は島全域を管轄するようになった（現行の自治体としてのロドス市はロドス島参照）。ロドス市のロドス地区（旧ロドス市）は、南にはイアリソス地区、カリテア地区に接している。

## 歴史

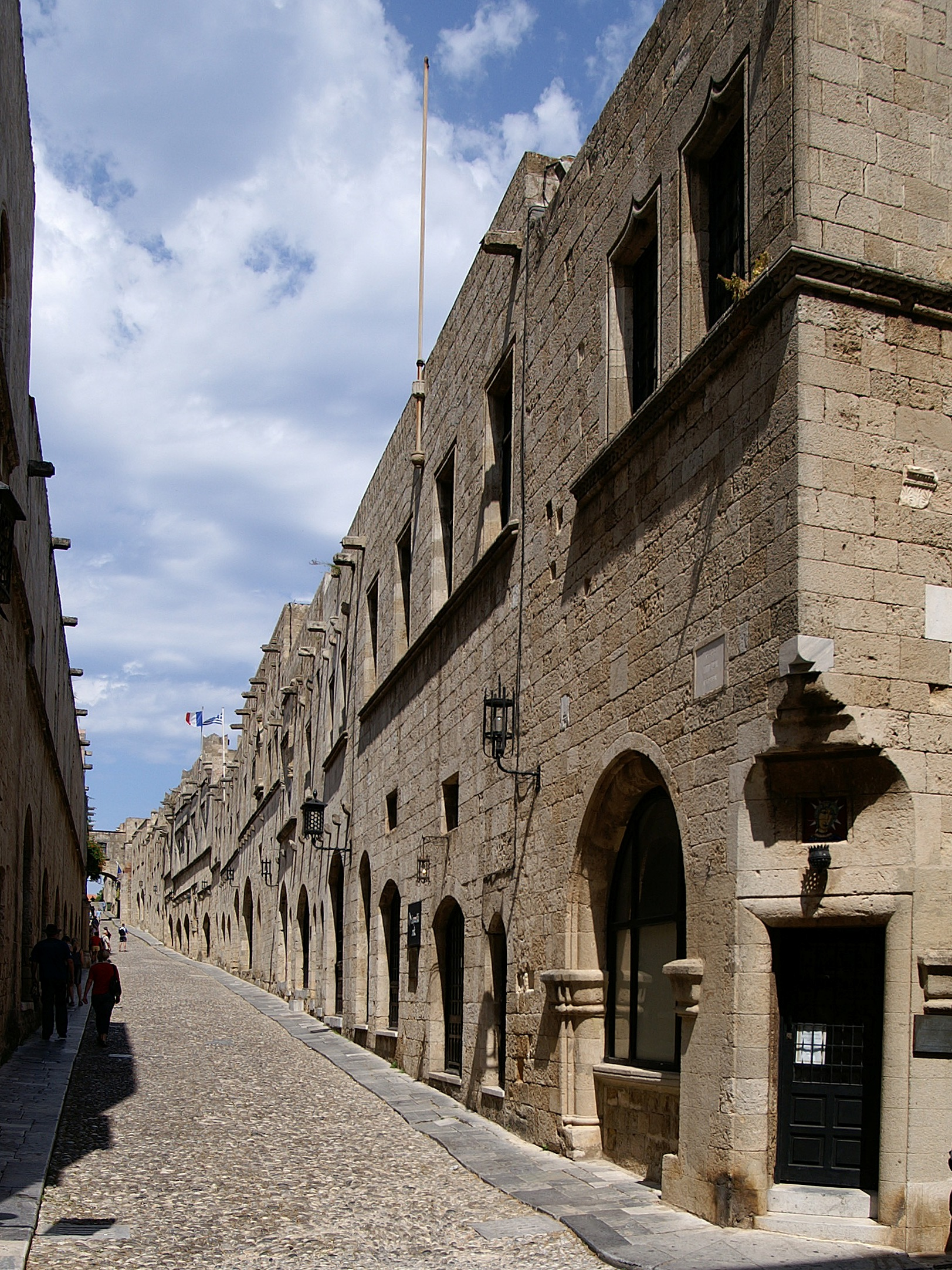
騎士の大通り

ロドス島はヨーロッパ、中東、アフリカを結ぶ要衝に当たっており、このことが、その長い歴史を通じて、島にも都市にも建築的、文化的、言語的に多くの異なる特色を付与することになった。島には紀元前4000年頃には人が住んでいたと推測されている。

## 姉妹都市･提携都市
姉妹都市
- リマソール（キプロス共和国リマソール地区）

## 交通
島内に港が４つあり、国内外と海運が行われる。街から14km離れたディアゴラス国際空港からはギリシャ主要都市とキプロスへ毎日定期便が運行。